# Émile Réty
Pour les articles homonymes, voir Réty (homonymie).
Émile Réty est un administrateur culturel français, chef du secrétariat du Conservatoire de Paris, né le 7 mars 1833 à Paris et mort dans la même ville le 15 septembre 1915.

## Biographie
Émile Ernest Hippolyte Réty naît le 7 mars 1833 à Paris (ancien 2e arrondissement),,. Il est le fils de François-Hippolyte Réty (1789-1877), membre de l'administration du Conservatoire de Paris, et le frère cadet de Charles Réty.
Il étudie au Conservatoire, où il obtient un deuxième prix de solfège en 1847 et un deuxième accessit d'harmonie et accompagnement en 1852,. À l'instar de son père, Émile Réty fait toute sa carrière dans l'administration du Conservatoire, entre 1857 et 1896, commençant commis et terminant chef du secrétariat et membre du Conseil supérieur de l'enseignement,. « Sous les directorats d'Auber et Dubois, c'est sur lui que reposa en grande partie le fonctionnement de l'institution, charge qu'il assuma avec une rigueur remarquable et une autorité redoutée ».
En 1857, il épouse Émilie-Charlotte Leroy (1828-1907), professeure de piano au Conservatoire.
En 1869, Réty est élu vice-président de l'Association des artistes musiciens, association dans laquelle il s'implique activement et occupe diverses fonctions au sein du comité central, avant d'en devenir président en 1907.
Il est nommé officier de l'Instruction publique en 1879, chevalier de la Légion d'honneur en 1874 puis promu officier de la Légion d'honneur en 1894,.
Émile Réty meurt le 15 septembre 1915 à Paris, en son domicile du 16 rue Cortambert (16e arrondissement de Paris),,.